# Niebieski szczeniak
Niebieski szczeniak (ros. Голубой щенок, Gołuboj szczenok) – radziecki krótkometrażowy film animowany z 1976 roku w reżyserii Jefima Gamburga powstały na podstawie bajki węgierskiego pisarza Gyuli Urbána pt. „Niebieski piesek”.

## Fabuła
Historia niebieskiego pieska, który z powodu koloru skóry zostaje odrzucony przez inne psy. Słowo "gołuboj" ma podwójne znaczenie, pierwotnie oznacza kolor "niebieski", natomiast współcześnie stało się także określeniem geja.

## Obsada (głosy)
- Alisa Frejndlich jako Niebieski piesek
- Andriej Mironow jako Czarny kot
- Aleksandr Gradski jako Marynarz oraz Ryba piła
- Michaił Bojarski jako Zły pirat